# Tommy Thayer
Pour les articles homonymes, voir Thayer.
 (mai 2010).
Si vous disposez d'ouvrages ou d'articles de référence ou si vous connaissez des sites web de qualité traitant du thème abordé ici, merci de compléter l'article en donnant les références utiles à sa vérifiabilité et en les liant à la section « Notes et références ».
Thomas Cunningham Thayer, dit Tommy Thayer, né le 7 novembre 1960 à Portland dans l'Oregon, est le guitariste soliste du groupe de hard rock américain Kiss depuis 2002. Il est choisi pour remplacer Ace Frehley. Dans l'univers théâtral de Kiss, Tommy Thayer reprend le maquillage et le costume de scène du personnage du Spaceman, créé par Ace Frehley. De ce fait, Tommy Thayer est aussi désigné comme Spaceman II, par les fans de Kiss.
Tommy Thayer dit avoir été fan de Rory Gallagher et Deep Purple, mais aussi de Alice Cooper et Kiss, dès les années 1970. C'est ce qui l'aurait amené à commencer à jouer de la guitare, à l'âge de 13 ans, avec la volonté de devenir musicien de rock. Sur son site personnel, Tommy Thayer affirme avoir assisté à son premier concert de Kiss lorsqu'il avait 16 ans, dans sa ville natale, au Memorial Coliseum de Portland, à la fin de la tournée Alive!, en février 1976.

## Black 'n Blue, les premiers disques

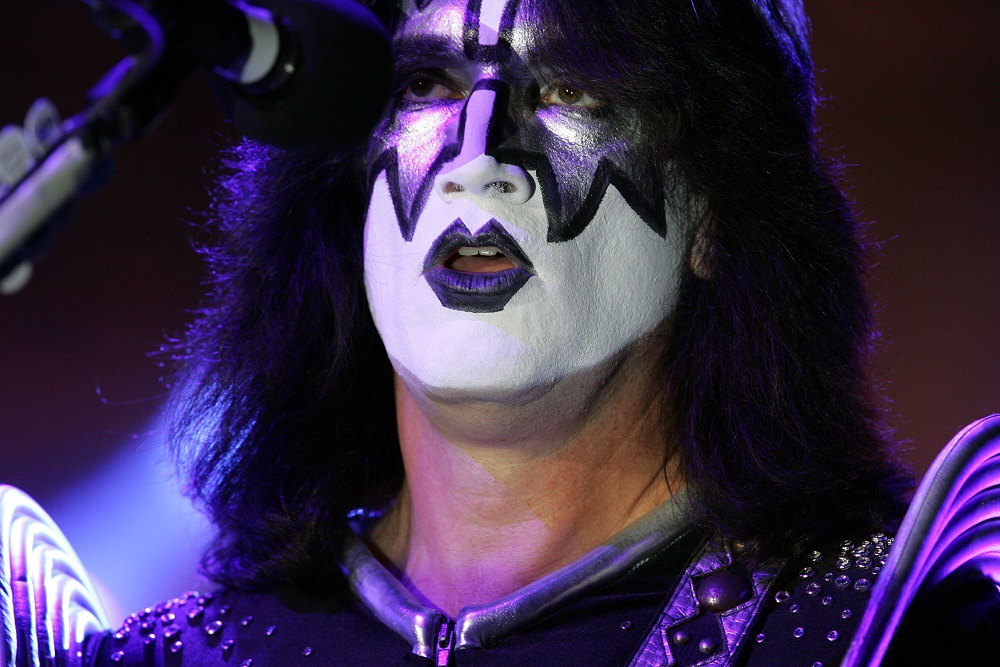
Tommy Thayer chantant lors d'un concert de KISS au Chumash Casino Resort à Santa Ynez en California en 2006.

Au lycée, Thayer rencontre le batteur Jaime St. James. Après avoir joué dans plusieurs formations rock de Portland, il crée, avec St. James, le groupe Movie Star, qui prend le nom de Black 'n Blue à la fin de l'année 1981. Entre-temps, St. James en est devenu le chanteur. Thayer occupe alors la place de guitariste soliste, avec Jeff « Woop » Warner comme second guitariste, Pete Holmes à la batterie et Patrick Young à la basse et aux chœurs. Avec son style glam metal, Black 'n Blue devient alors l'un des groupes les plus réputés de Portland, sans toutefois parvenir à se hisser durablement au niveau national.
Pour se faire connaître, Thayer et le groupe s'installent à Los Angeles, en 1982, et enregistrent un premier album éponyme sur le label Geffen Records, en 1984. Ils sortent le single Hold on to 18 qui est leur seul véritable succès. Car les trois albums suivants, également produits par Geffen, ne rencontrent pas le même enthousiasme. Le groupe se sépare en 1989, en ayant vendu un million d'albums. Black 'n Blue se reforme une première fois en 1997, à l'occasion d'un concert enregistré en public, et sorti un album en 1998 (One Night Only: Live). Lors d'un second concert, en 2003, le guitariste Shawn Sonnenschein remplace Thayer, qui joue le soir même avec Kiss.

## Kiss, une longue histoire

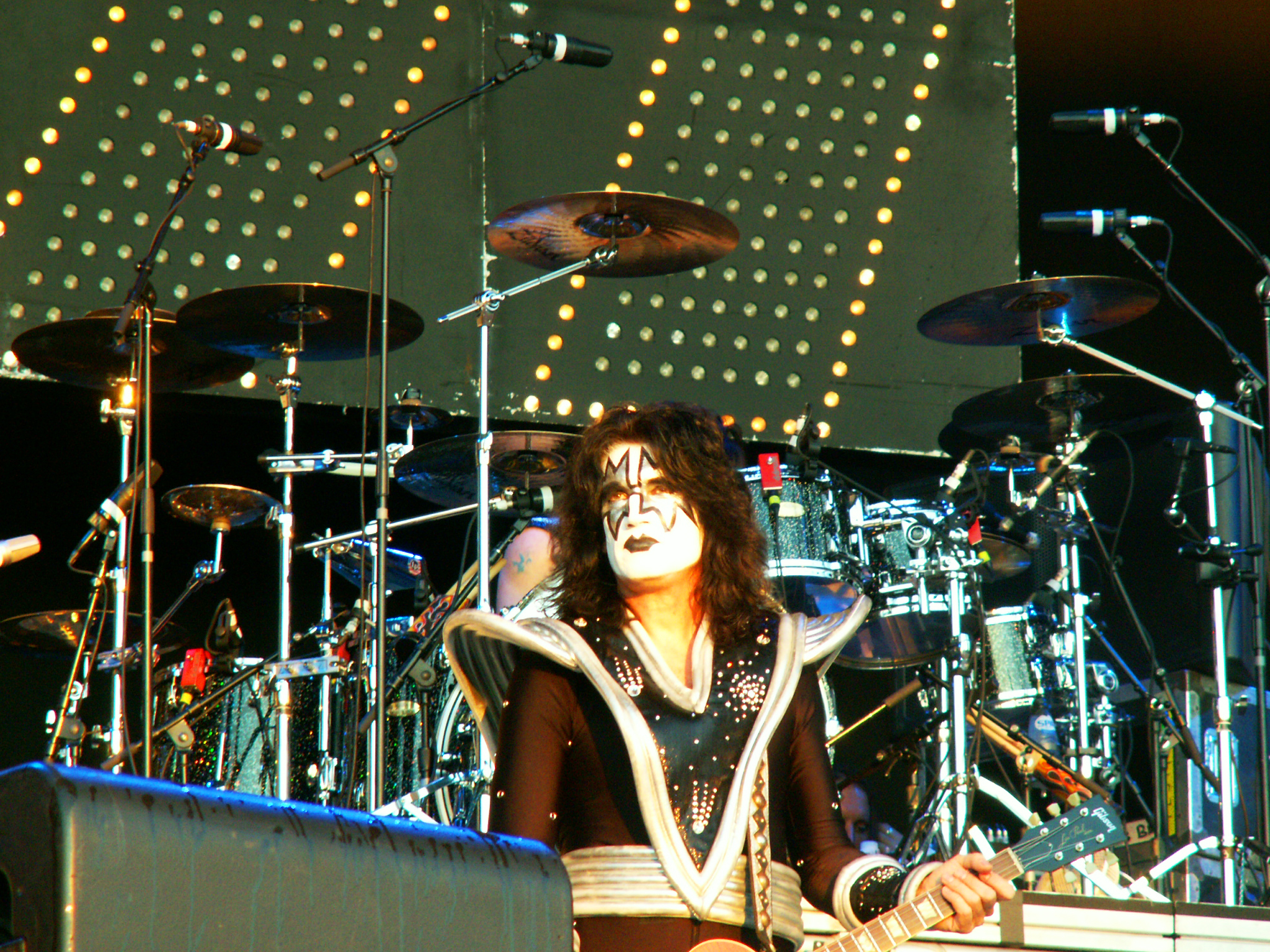
Tommy Thayer - Nijmegen 2008

Depuis la fin des années 1980, Thayer commence à se rapprocher du groupe d'Alice Cooper. Kiss et Black 'n Blue se croisent alors à l'occasion de concerts. Après la séparation de Black 'n Blue, Thayer travaille sur plusieurs projets. Dès 1989, il commence à écrire des chansons avec le bassiste de Kiss, Gene Simmons, qui a déjà travaillé avec Black 'n Blue. Les chansons Betrayed et The Street Giveth & The Street Taketh Away, écrites par Simmons et Thayer sortent en 1989, sur l'album de Kiss Hot in the Shade.
En 1991, Thayer retrouve Jamie St. James avec lequel il forme Cold Gin, un groupe de reprises de Kiss qui donne des concerts aux États-Unis et au Japon. Tandis que St. James joue le rôle de Peter Criss, le premier batteur de Kiss, Thayer se glisse dans la peau du personnage du Spaceman d'Ace Frehley. Leurs prestations sont remarquées par le groupe, et ils sont invités à venir jouer au concert donné pour le 40e anniversaire de Paul Stanley, le guitariste rythmique de Kiss.
À partir de 1995, Thayer travaille à temps complet pour Kiss, en tant qu'homme à tout faire et homme de confiance : servir le café, organiser l'intendance ou assurer la surveillance du groupe, il est sur tous les fronts. C'est lui qui coordonne la tournée Worldwide Kiss Convention Tour de 1995. La même année, c'est encore lui qui supervise la biographie officielle du groupe, Kisstory. Il réalise le DVD Kiss, The Second Coming et participe à l'écriture du titre Childhood's End, qui figure sur l'album Carnival of Souls (1997).
Cofondateur du groupe et jouant le personnage de Spaceman, Ace Frehley quitte Kiss une première fois, en 1982. Bien que toujours officiellement membre du groupe, il est successivement remplacé par Vinnie Vincent (1982-1984), Mark St. John (1984), puis par Bruce Kulick (1984-1996). Lorsqu'il revient pour participer à la tournée Kiss Alive Worldwide Reunion Tour de 1996, il se remet à niveau grâce à l'aide de Thayer, avec lequel il travaille son jeu de guitare. Après cette série de concerts, Frehley s'en va de nouveau.
En 1998, Thayer participe à l'enregistrement de Psycho Circus, comme musicien additionnel, pas encore comme membre officiel de Kiss, puisque c'est toujours le nom de Frehley qui apparaît dans les crédits de l'album. Frehley rejoint à nouveau le groupe en 2000, pour la tournée Farewell Tour (« tournée d'adieu »). Il joue pour la dernière fois avec Kiss, le 24 février 2002
, lors de la cérémonie de clôture des J.O. d'hiver de Salt Lake City (Utah, U.S.A.). Le départ définitif de Frehley reste un sujet à polémique parmi les fans. Pour les uns, il serait parti de lui-même, pensant qu'il s'agissait de la véritable tournée d'adieu de Kiss ; pour les autres, il aurait été exclu par le groupe, notamment à cause de ses problèmes d'alcoolisme.

## Membre officiel de Kiss depuis 2002

The Spaceman (en commun avec Ace Frehley).

Appelé en urgence au cas où Frehley n'aurait pas pu participer à la cérémonie de clôture des Jeux, Thayer joue, quelques jours plus tard, pour la première fois, de la guitare dans le rôle du Spaceman, lors d'un concert privé donné par Kiss en Jamaïque, le 6 mars 2002. Bien que créés par Frehley, le maquillage et le costume de scène du Spaceman sont des marques déposées appartenant à Kiss. De nombreux fans n'ont toutefois jamais admis que Thayer puisse endosser le rôle d'un des membres créateurs de Kiss.

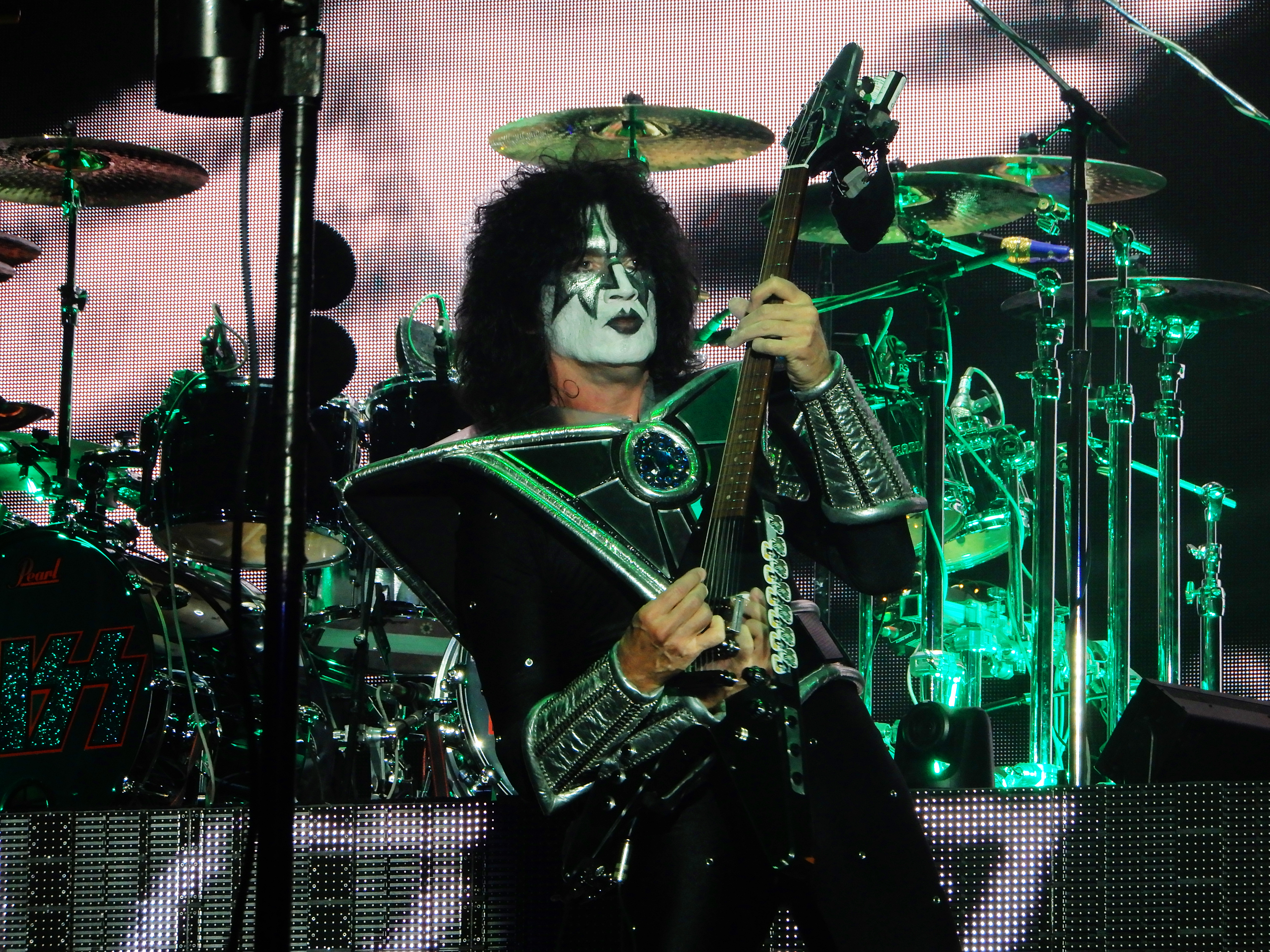
Tommy Thayer au Hellfest 2023

Dorénavant membre officiel de Kiss, Thayer continue de superviser les activités annexes du groupe. Le 28 février 2003, il participe à son premier véritable concert de Kiss, au Telstra Dome de Melbourne (Australie), devant 40 000 personnes. Le spectacle, réalisé avec l'orchestre symphonique de Melbourne, est enregistré et donne lieu à l'album Kiss Symphony: Alive IV. Il participe, depuis, à tous les concerts et projets de Kiss, l'album Sonic Boom, en 2009, étant par exemple son premier album studio en tant que membre officiel du groupe.

## Discographie

### Black 'n Blue
- 1984 - Black 'n Blue.
- 1985 - Without Love.
- 1986 - Nasty Nasty.
- 1988 - In Heat.
- 1998 - One Night Only: Live.

### Kiss
- 1989 - Hot in the Shade, compositeur.
- 1997 - Carnival of Souls, compositeur.
- 1998 - Psycho Circus, compositeur et musicien additionnel.
- 2003 - Kiss Symphony: Alive IV, membre officiel.
- 2009 - Sonic Boom
- 2012 - Monster

### Autres participations
- 1990 - Produit, avec Gene Simmons, l'album Doro, de la chanteuse allemande de hard rock Doro Pesch.
- 1994 - Participe, comme guitariste, à l'album America the Violent, du groupe américain Shake the Faith.